# Angolai fecske
Az angolai fecske (Hirundo angolensis) a madarak osztályának verébalakúak rendjébe és  a fecskefélék (Hirundinidae) családjába tartozó faj.

## Rendszerezése
A fajt Barboza du Bocage portugál zoológus írta le 1868-ban.

## Előfordulása
Afrikában, Angola, Burundi, a Kongói Demokratikus Köztársaság, Gabon, Kenya, Malawi, Namíbia, Ruanda, Tanzánia, Uganda és Zambia területén honos.
Természetes élőhelyei a mérsékelt övi gyepek, szubtrópusi és trópusi síkvidéki esőerdők, szavannák, gyepek és cserjések, tavak, lápok és mocsarak környékén, valamint szántóföldek, vidéki kertek és városi régiók.

## Megjelenése
Testhossza 15 centiméter, testtömege 16-18 gramm.

## Szaporodása
|  |

## Természetvédelmi helyzete
Az elterjedési területe rendkívül nagy, egyedszáma pedig növekszik. A Természetvédelmi Világszövetség Vörös listáján nem fenyegetett fajként szerepel.